# Bradley, Cheshire
Bradley var en civil parish 1866–2015 när det uppgick i Tushingham cum Grindley, Macefen and Bradley och Malpas, i distriktet Cheshire West and Chester, i Storbritannien. Den ligger i grevskapet Cheshire och riksdelen England, i den södra delen av landet, 240 km nordväst om huvudstaden London. Civil parish hade 61 invånare år 2001.